# Monarchia tradizionale
La monarchia tradizionale (in spagnolo Monarquía tradicional, in portoghese Monarquia tradicional) è un tipo di regime politico basato sui principî del corporativismo, regionalismo e integralismo sostenuti da vari movimenti tradizionalisti iberici come il carlismo, l'integralismo portoghese e l'integralismo spagnolo.

## Descrizione
Questa dottrina politica si svilupperebbe in attivo contrasto con le monarchie assolute e costituzionali, rifiutando la maggior parte dei cambiamenti politici a partire dall'illuminismo e abbracciando una concezione medievale della politica basata sull'ultramontanismo. Definito dal suo sostenitore António Sardinha come "cattolico, ereditario, organicista, decentralizzato, rappresentativo, basato sul potere storico della corona, sulla forza politica dei comuni e delle province e sull'espressione dei corpi medi della società", il regime avrebbe essere «basato su Dio e sulla religione, sulla tradizione, sull'autorità, sui principî e sulle convinzioni, sull'ordine».
I monarchici tradizionalisti rifiutarono i vari cambiamenti subiti dai governi spagnoli e portoghesi nel corso del XIX secolo e chiesero il ripristino dell'"ordine tradizionale" che avrebbe raggiunto il suo apice durante il Medioevo e la Restaurazione portoghese, prima delle varie riforme statali liberali che crearono costituzionalismo moderno. I tradizionalisti proposero l'abolizione delle moderne istituzioni limitate a favore di un sistema di rappresentanza organica foralista e di gelasianismo politico che sarebbe teoricamente meglio adattato alle tradizioni e alle credenze iberiche.
In questo contesto, la monarchia tradizionale consisterebbe in una rivendicazione della tradizione iberica contro gli intenti di "straniarizzare" la penisola. I tradizionali fueros e le istituzioni religiose sarebbero un modo per difendere la Spagna dalle intenzioni liberali di europeizzarla e favorirebbero un rapporto più stretto con il Portogallo e l’America Latina. Francisco Elías de Tejada considerava una monarchia tradizionale moderna come "quello che sarebbe stato il vecchio ordine libero dei nostri popoli" se "le deviazioni europee non si fossero introdotte".